# Ivan Laluha
Ivan Laluha (20. listopadu 1932 Tekovské Lužany – 21. července 2025) byl slovenský historik, sociolog, v roce 1968 stoupenec reformního proudu v KSS, po sametové revoluci československý politik za Verejnosť proti násiliu, později Hnutí za demokratické Slovensko, poslanec Sněmovny lidu Federálního shromáždění, Slovenské národní rady (po vzniku samostatného Slovenska poslanec Národní rady SR).

## Biografie
V roce 1951 maturoval ve Zvolenu, pak studoval historii na univerzitách v Moskvě a Oděse v letech 1951–1957 a postgraduálně studoval roku 1967 sociologii v Bělehradu. Působil jako vysokoškolský učitel na VŠLD ve Zvolenu a na VŠE Bratislava, kde se roku 1968 habilitoval na docenta.
Politicky se od roku 1951 angažoval v Komunistické straně Slovenska. V letech 1968–1970 se uvádí jako účastník zasedání Ústředního výboru Komunistické strany Slovenska. V roce 1970 byl z komunistické strany vyloučen. Za normalizace působil jako výzkumný pracovník v VÚSRP. Patřil mezi blízké spolupracovníky Alexandera Dubčeka.
V únoru 1990 nastoupil jako poslanec za hnutí Verejnosť proti násiliu v rámci procesu kooptací do Federálního shromáždění po sametové revoluci do Sněmovny lidu (volební obvod č. 195 – Krompachy, Východoslovenský kraj). V rámci VPN představoval frakci bývalých reformních komunistů Obroda. V letech 1990–1992 byl předsedou klubu Obroda na Slovensku. Poslanecký mandát obhájil za VPN ve svobodných volbách roku 1990. Po rozkolu ve VPN poté, co byl na jaře 1991 odvolán z postu slovenského premiéra Vladimír Mečiar, zůstal věrný Mečiarovi a přešel do jím ustavené formace HZDS.
Ve volbách roku 1992 se stal za HZDS poslancem Slovenské národní rady, jež se po vzniku samostatného Slovenska transformovala do Národní rady SR. V ní setrval do voleb roku 1994. V letech 1994–1995 po odchodu z HZDS působil jako člen Sociálnědemokratické strany Slovenska.
Od roku 1994 byl pedagogem na Národohospodářské fakultě Ekonomické univerzity v Bratislavě a profiloval se jako autor studií o sociálním rozvoji a kvalitě života. Zároveň se angažoval v udržování odkazu Alexandera Dubčeka, na jehož počest připravil výstavní expozice a pamětní publikace. Byl viceprezidentem Společnosti Alexandera Dubčeka. V roce 2002 mu byl udělen Řád Ľudovíta Štúra.